# Wojciech Proszowski
Wojciech (Albert) Proszowski (XVII w.) – malarz z krakowskiej rodziny malarzy. Syn Marcina Proszowskiego i Doroty. Brat nadwornego malarza króla Jana Kazimierza, Jana Chryzostoma Proszowskiego.
Był czeladnikiem malarza Stanisława Kiełbowica. 21 września 1642 r. starał się o przyjęcie do cechu malarzy. Pracą mistrzowską miało być namalowanie krucyfiksu. Tak proste zadanie było wyznaczone dzięki temu, że mistrzem cechowym i wielokrotnym starszym cechu był jego ojciec. Nie wiadomo, czy praca się nie udała, czy też Wojciech Proszowski wystąpił z cechu, podobnie jak zdarzyło się to wcześniej jego bratu (1640), gdyż 12 czerwca 1651 r. ponownie starał się o przyjęcie do cechu. O działalności zawodowej Wojciecha Proszowskiego nie zachowały się żadne informacje. W 1639 r. był wzmiankowany w aktach sądowych.